# شنوفة
شنوفة إحدى قرى مركز شبين الكوم التابع لمحافظة المنوفية بجمهورية مصر العربية.

## التاريخ
قرية شنوفة من القرى القديمة، واسمها الأصلي وقت الفتح الإسلامي لمصر نيوبر شينوفي (بالإنجليزية: Niouber Schenoufi)‏، وقد وردت باسم شنوفه في كتاب قوانين الدواوين للأسعد بن مماتي من أعمال المنوفية وقال أنها من كفور شنوان، وهو الاسم الذي وردت به في الروك الصلاحي الذي أجراه السلطان الأيوبي الناصر صلاح الدين سنة 572هـ/1176م، كما وردت باسم شنوفه في أعمال المنوفية ضمن قرى الروك الناصري التي أحصاها ابن الجيعان في كتاب «التحفة السنية بأسماء البلاد المصرية». وفي العصر العثماني كان اسمها في تربيع سنة 933هـ/1527م الذي أجراه الوالي العثماني سليمان باشا الخادم في عصر السلطان العثماني سليمان القانوني شنوفه ضمن قرى ولاية المنوفية، وفي تاريخ 1228هـ/1813م الذي عدّ قرى مصر بعد المسح الذي قام به محمد علي باشا باسم شنوفة ضمن قرى مديرية المنوفية.

## السكان
بلغ عدد سكان شنوفة 7,275 نسمة، حسب الإحصاء الرسمي لعام 2006.